# 韩保贞
韩保贞（？—？），表字永吉，潞州长子（今山西省长子县）人，中国五代十国时期政权后蜀官员。

## 生平
韩保贞为人有胆识，投军后辗转至孟知祥，为押牙。孟知祥建国后蜀，任命韩保贞为丰德库使，兼广义库使。孟昶即位后，历任眉州刺史、枢密副使。韩保贞直言规谏，指出强敌边周围，宜应远女色而重国事，方能自强自保。孟昶于是遣大批女子出宫。广政初年，孟昶拜韩保贞为检校太尉、侍中、同平章事。后主末年，为山南西道节度使，任兴元、武定缘表诸砦屯驻都指挥使。宋朝大军来攻后蜀，韩保贞弃兴元府（今陕西汉中），退保西县（今甘肃天水西南），为宋师所围。城陷出逃，为北宋大将史彦德俘虏。押解到汴梁，不久病逝。

## 子
- 韓崇遂，孟昶的女婿